# 吉·曼斯菲爾德
吉·曼斯菲爾德（英語：James Mansfield, Sr.，1939年4月9日—2014年1月29日），是爱尔兰商人，从事大量地产开发，包括西城酒店，以及韦斯顿机场。
曼斯菲爾德在他从事的地产贸易上有很大争议。2011年，曼斯菲爾德的公司债务无法偿还，其资产转移到爱尔兰国家资产管理局。他患有多系统萎缩症。2014年1月29日去世。